# Acianthera rinkei
Acianthera rinkei é  uma espécie de orquídea (Orchidaceae) que existe no Equador.

## Publicação e sinônimos
- Acianthera rinkei Luer, Monogr. Syst. Bot. Missouri Bot. Gard. 105: 246 (2006).